# 河原純一郎
河原 純一郎（かわはら じゅんいちろう、1970年 - ）は、日本の心理学者。北海道大学大学院文学研究院教授。日本学術会議会員。

## 人物・経歴
1992年広島大学教育学部卒業。1997年広島大学大学院教育学研究科博士課程後期修了、博士（心理学）。同年日本学術振興会特別研究員（東京大学大学院人文社会系研究科博士研究員）。1998年ブリティッシュコロンビア大学心理学科視覚研究室博士研究員。
1999年広島大学大学院教育学研究科講師。2003年同助教授、文部科学省在外研究員（ブリティッシュコロンビア大学心理学科）。2006年産業技術総合研究所人間福祉医工学研究部門主任研究員。2010年産業技術総合研究所ヒューマンライフテクノロジー研究部門主任研究員。
2012年中京大学大学院心理学研究科教授。2015年北海道大学大学院文学研究科准教授。2017年日本学術会議連携会員。2020年北海道大学大学院文学研究院教授。2021年日本認知心理学会常務理事。2023年日本学術会議会員。専門は認知心理学、知覚心理学、人間工学。

## 受賞
- 1997年 日本心理学会研究奨励賞[4]
- 2001年 日本基礎心理学会優秀発表賞[4]
- 2004年 日本心理学会優秀論文賞[4]
- 2007年 日本認知心理学会大会優秀発表賞 (総合性評価部門）[4]
- 2007年 日本基礎心理学会優秀論文賞[4]
- 2009年 日本心理学会国際賞奨励賞[4]
- 2014年 印東太郎賞[4]
- 2014年 日本基礎心理学会優秀論文賞[4]
- 2020年 日本基礎心理学会優秀論文賞[4]
- 2014年 日本心理学会特別優秀発表賞[4]
- 2015年 日本心理学会特別優秀発表賞[4]
- 2015年 日本認知心理学会優秀発表賞（総合性評価部門）[4]
- 2015年 日本認知心理学会優秀発表賞（発表力評価部門）[4]
- 2016年 日本心理学会学術大会優秀発表賞[4]
- 2017年 日本心理学会優秀論文賞[4]
- 2018年 北海道心理学会奨励賞[4]
- 2018年 日本心理学会学術大会優秀発表賞[4]
- 2019年 日本認知心理学会優秀発表賞（新規性部門）[4]